# Timia albiantennata
Timia albiantennata är en tvåvingeart som beskrevs av Zaitzev 1984. Timia albiantennata ingår i släktet Timia och familjen fläckflugor.
Artens utbredningsområde är Uzbekistan. Inga underarter finns listade i Catalogue of Life.